# Charles Willemen
Charles Willemen is een Belgisch sinoloog, Indiakundige en boeddholoog.
Willemen is sinds 1 januari 1970 teamverantwoordelijke voor de afdeling Talen en Culturen van Oost-Azië aan de Universiteit Gent. Hij richt zich vooral op het Indiase boeddhisme en de Aziatische boeddhistische filologie. Hij is lid van de Koninklijke Academie van Overzeese Wetenschappen.